# 周恒 (足球运动员)
周恒（1985年11月24日—），男，中国足球运动员，曾经入选过国青队。
周恒2009年从被取消联赛资格的武汉光谷租借到刚刚升入中超的重庆力帆，2010年与原武汉队友吴鹏一起正式转会到重庆力帆。